# Newark (Arkansas)
Newark è una città degli Stati Uniti d'America situata nello Stato dell'Arkansas, nella Contea di Independence.